# ایوان الینگسون
ایوان الینگسون (انگلیسی: Evan Ellingson؛ ۱ ژوئیهٔ ۱۹۸۸ – ۵ نوامبر ۲۰۲۳) یک بازیگر اهل ایالات متحده آمریکا بود.
از فیلم‌ها یا برنامه‌های تلویزیونی که وی در آنها نقش داشته است، می‌توان به نگهبان خواهر من و نامه‌هایی از ایوو جیما اشاره کرد.